# Maik Schneider
Maik Schneider (* 1987) ist ein deutscher Erzieher und Politiker (NPD). Er war Abgeordneter in der Stadtverordnetenversammlung von Nauen und im Kreistag des Kreises Havelland. Im Februar 2017 wurde er wegen Brandstiftung zu einer Gefängnisstrafe verurteilt.

## Leben
Maik Schneider absolvierte eine Ausbildung zum Erzieher. Von 2013 bis zu seiner Festnahme besuchte er die Schule des Zweiten Bildungsweges „Heinrich von Kleist“ in Potsdam mit dem Ziel, das Abitur nachzuholen.

## Politik
Im Jahr 2008 wurde Schneider zum Mitglied des Kreistages Havelland und der Stadtverordnetenversammlung Nauen gewählt. Im Kreistag war er neben Dieter Brose der zweite NPD-Abgeordnete.
Er pflegte Verbindungen zur Freien Kameradschaftsszene in Brandenburg und war selbst für die Neonazi-Gruppe „Freie Kräfte Neuruppin/Osthavelland“ aktiv; zeitweise bewegte er sich im Umfeld des Kampfbundes Deutsche Sozialisten (KDS). Darüber hinaus pflegte er Kontakte zum Umfeld der „Heimattreuen Deutschen Jugend“ (HDJ). Im Rahmen des Verbotsverfahrens gegen die neonazistische Nachwuchsorganisation wurde Schneiders Wohnung durchsucht.
2013 wurde Schneider zum Direktkandidaten für die Bundestagswahl 2013 für den Wahlkreis 60 (Brandenburg/Havel, Potsdam-Mittelmark I, Havelland III, Teltow-Fläming I) gewählt.
Im Jahre 2015 machte er in der Stadtverordnetenversammlung Stimmung gegen die geplante Flüchtlingsunterkunft in einer Nauener Turnhalle und meldete zahlreiche Anti-Asyl-Demonstrationen an. Diese Demonstrationen endeten, nachdem die Turnhalle niedergebrannt war.

## Rechtsextreme Gruppe in Nauen
Schneider gilt als Führungsperson einer Gruppe von Rechtsextremisten in Nauen, die gezielt politische Gegner mit Anschlägen angriff. Die Staatsanwaltschaft Potsdam rechnete der Gruppe eine Serie von Anschlägen mit politischem und fremdenfeindlichem Hintergrund zu. Die Gruppe hatte laut Staatsanwaltschaft mehrmals das Parteibüro der Linken in Nauen angegriffen. Auch hatte sie demnach einen Brandanschlag auf das Auto eines Politiker-Paars der havelländischen Linken verübt. Im April 2015 wurden an dem Auto eines Jugendvereins, der sich für Flüchtlinge engagiert, die Reifen zerstochen und ein Drohbrief hinterlassen. Mitte Februar 2016 riefen neonazistische Aktivisten in Nauen offen auf Handzetteln zum Einsatz von Sprengsätzen gegen Flüchtlinge auf. In dem zweiseitigen Schreiben forderten sie zum "absoluten Widerstand" gegen die "Invasion der Ausländer" auf und gaben Tipps zum Bau von Molotowcocktails und Rohrbomben sowie eine Anleitung zur Herstellung von Plastiksprengstoff.

## Brandanschlag 2015
Im August 2015 wurde auf die Sporthalle eines Oberstufenzentrums in Nauen ein Brandanschlag verübt. Die Halle brannte komplett nieder. Verletzt wurde niemand; der Sachschaden wurde aufgrund des nötigen Neubaus auf 3,9 Millionen Euro geschätzt. Die Halle war als provisorische Flüchtlingsunterkunft für 150 Menschen vorgesehen.
Zum Tathergang vor dem Brand hielt der BGH fest:

„Der Angeklagte hatte bereits zuvor - insbesondere über den Nachrichtendienst WhatsApp - zur Teilnahme an der Veranstaltung und zu Protesten aus ihrem Anlass aufgerufen, um "massiven Druck" auf die Stadtverordneten auszuüben. Obgleich er wusste, dass der Bau einer Flüchtlingsunterkunft bereits beschlossen war und nur noch der Standort in Frage stand, hoffte er, den Abbruch der Stadtverordnetenversammlung insbesondere durch lautstarken Protest Gleichgesinnter zu erreichen und damit letztlich den Bau einer Flüchtlingsunterkunft insgesamt zu verhindern. Rund eine halbe Stunde nach Beginn der Sitzung hatten sich an der Rückseite des Gebäudes, wo sich eine bis zum Boden reichende etwa drei Meter hohe Fensterfront befindet, mindestens 50 Personen versammelt. Der Angeklagte stimmte unter anderem ausländerfeindliche Parolen an, welche die um ihn Stehenden lautstark skandierten. Die die vorderste Reihe bildenden Personen schlugen und traten zudem gegen die Fensterscheiben, die darauf zu vibrieren begannen. Der Angeklagte, der ebenfalls in der ersten Reihe stand, schlug seinerseits gegen die Scheiben und forderte die anderen mit Gesten zum Mit- und Weitermachen auf. Durch das laute Gebrüll sowie die Schläge und Tritte gegen die Fenster war der Lärm schließlich so groß, dass im Raum keine Kommunikation mehr möglich war. Die Stadtverordneten und viele anwesende Bürger waren zudem durch das Geschehen verängstigt und fürchteten, dass die Scheiben bersten könnten. (…) Nach einer einstündigen Unterbrechung wurde die Stadtverordnetenversammlung in Abwesenheit von Bürgern mit dem Ergebnis eines Beschlusses über den Standort des zu errichtenden Gebäudes weitergeführt.“

Durch die umfassenden Geständnisse von Mitangeklagten wurden die Ermittler auf Maik Schneider als Drahtzieher des Brandanschlages aufmerksam. Im Februar 2017 verurteilte das Landgericht Potsdam Schneider wegen Brandstiftung, Sachbeschädigung und weiterer Delikte zu einer Gesamtfreiheitsstrafe von neun Jahren und sechs Monaten. Schneider hatte im Prozessverlauf die Tat gestanden. Der Vorsitzende Richter stellte in seiner Urteilsbegründung fest, Schneider und seine Mittäter hätten eindeutig aus fremdenfeindlichen und rechtsextremistischen Motiven gehandelt. Schneiders Verteidiger legte Revision beim Bundesgerichtshof ein. Dieser hob das Urteil im März 2018 auf und verwies den Fall zur erneuten Verhandlung zurück an eine andere Strafkammer des Landgerichts, da das Gericht ein vom Angeklagten eingereichtes Ablehnungsgesuch gegen einen Schöffen zu Unrecht wegen Verwirkung verworfen hatte. Der betroffene Schöffe soll während der Hauptverhandlung den Angeklagten bei der Verlesung seiner Einlassung mit den Worten unterbrochen haben: „Bilden Sie sich ein, dass einer den Quatsch glaubt, den Sie von sich geben?“, was nach Ansicht des Bundesgerichtshofs trotz einer nachträglichen Entschuldigung des Schöffen die Besorgnis der Befangenheit begründet.
Weil es mehrere vermeidbare Verzögerungen in dem Verfahren gegeben habe, entschied das Oberlandesgericht Brandenburg im Januar 2019, ihn aus der Untersuchungshaft zu entlassen. Er hatte sich seit März 2016 in Untersuchungshaft befunden.
Am 2. Oktober 2019 verurteilte ihn das Landgericht Potsdam in einem erneuten Prozess zu sieben Jahren und vier Monaten Haft wegen Brandstiftung sowie zu einem Jahr und acht Monaten Haft wegen zwei anderen Straftaten (versuchte Nötigung, Sachbeschädigung). Sein Verteidiger legte wie schon nach der letzten Verurteilung Revision gegen das Urteil ein, ferner auch die Staatsanwaltschaft mit Beschränkung auf die Bildung der Gesamtstrafe.
Am 25. Februar 2021 bestätigte der Bundesgerichtshof das Urteil gegen Maik Schneider weitgehend und verwarf die Sach- und Verfahrensrügen der Verteidigung. Lediglich bei der unterlassenen Bildung der Gesamtstrafe sahen die obersten Strafrichter des für Staatsschutzsachen zuständigen 3. Strafsenates in Karlsruhe Fehler. Darüber muss nun am Landgericht Potsdam an einer anderen Strafkammer noch einmal verhandelt werden.
Im Juli 2021 wurde gemeldet, dass Schneider zur Verbüßung der höchsten Einzelstrafe wegen Brandstiftung in Höhe von sieben Jahren und vier Monaten geladen worden sei. Als Termin für den Beginn des neuen Prozesses am Landgericht Potsdam wurde der 16. August 2021 genannt. Schneider erschien zunächst nicht zum Haftantritt und versuchte über seinen Anwalt, Aufschub zu erreichen, stellte sich am 29. Juli 2021 nach einer negativen Gerichtsentscheidung aber schließlich doch noch zum Haftantritt in der JVA Luckau-Duben.
Im dritten Verfahren vor dem Landgericht Potsdam am 16. August 2021 wurde schließlich die Gesamtstrafe auf acht Jahre und drei Monate Freiheitsentzug festgelegt, wobei die erheblichen Verzögerungen in den Verfahren strafmildernd angerechnet wurden. Auch gegen diese Festsetzung ist erneut eine Revision zum BGH möglich.
In einem Zivilverfahren verurteilte das Landgericht Potsdam Maik Schneider und einen rechtskräftig verurteilten Mittäter am 24. August 2021, der Ostdeutschen Kommunalversicherung, bei der die Turnhalle versichert war, Schadensersatz in Höhe von knapp 2,9 Millionen Euro zu zahlen.